# Fußball-Weltmeisterschaft 1978/Gruppe 2
| Pl. | Land           | Sp. | S | U | N | Tore    | Diff. | Punkte |
| --- | -------------- | --- | - | - | - | ------- | ----- | ------ |
| 1.  | Polen          | 3   | 2 | 1 | 0 | 004:100 | +3    | 05:10  |
| 2.  | BR Deutschland | 3   | 1 | 2 | 0 | 006:000 | +6    | 04:20  |
| 3.  | Tunesien       | 3   | 1 | 1 | 1 | 003:200 | +1    | 03:30  |
| 4.  | Mexiko         | 3   | 0 | 0 | 3 | 002:120 | −10   | 0:60   |

Gruppe 2 der Fußball-Weltmeisterschaft 1978:

## BR Deutschland – Polen 0:0
| BR Deutschland                                                             | BR Deutschland | Polen | Polen |
| -------------------------------------------------------------------------- | --- | --- | ----- |
| BR Deutschland                                                             | \| 1. Gruppenspiel \| \| Donnerstag, 1. Juni 1978 um 15:00 Uhr in Buenos Aires (Estadio Monumental) \| \| Zuschauer: 67.579 \| \| Schiedsrichter: Ángel Coerezza ( Argentinien) \| \| Spielbericht \| | \| 1. Gruppenspiel \| \| Donnerstag, 1. Juni 1978 um 15:00 Uhr in Buenos Aires (Estadio Monumental) \| \| Zuschauer: 67.579 \| \| Schiedsrichter: Ángel Coerezza ( Argentinien) \| \| Spielbericht \|                                                                     | Polen |
| BR Deutschland                                                             | Sepp Maier – Manfred Kaltz – Berti Vogts , Rolf Rüssmann, Herbert Zimmermann – Rainer Bonhof, Heinz Flohe, Erich Beer, Hansi Müller – Rüdiger Abramczik, Klaus Fischer Cheftrainer: Helmut Schön      | Jan Tomaszewski – Jerzy Gorgoń – Henryk Maculewicz, Władysław Żmuda, Antoni Szymanowski – Adam Nawałka, Kazimierz Deyna , Bohdan Masztaler (84. Henryk Kasperczak) – Grzegorz Lato, Włodzimierz Lubański (79. Zbigniew Boniek), Andrzej Szarmach Cheftrainer: Jacek Gmoch | Polen |
| 1. Gruppenspiel                                                            | | |       |
| Donnerstag, 1. Juni 1978 um 15:00 Uhr in Buenos Aires (Estadio Monumental) | | |       |
| Zuschauer: 67.579                                                          | | |       |
| Schiedsrichter: Ángel Coerezza ( Argentinien)                              | | |       |
| Spielbericht                                                               | | |       |

## Tunesien – Mexiko 3:1 (0:1)
| Tunesien                                                                    | Tunesien | Mexiko | Mexiko |
| --------------------------------------------------------------------------- | --- | --- | ------ |
| Tunesien                                                                    | \| 1. Gruppenspiel \| \| Freitag, 2. Juni 1978 um 16:45 Uhr in Rosario (Estadio Gigante de Arroyito) \| \| Zuschauer: 17.396 \| \| Schiedsrichter: John Gordon ( Schottland) \| \| Spielbericht \|                                                        | \| 1. Gruppenspiel \| \| Freitag, 2. Juni 1978 um 16:45 Uhr in Rosario (Estadio Gigante de Arroyito) \| \| Zuschauer: 17.396 \| \| Schiedsrichter: John Gordon ( Schottland) \| \| Spielbericht \|                                                  | Mexiko |
| Tunesien                                                                    | Mokhtar Naili – Mokhtar Dhouieb, Mohsen Labidi Jendoubi, Amor Jebali, Ali Kaabi – Néjib Ghommidh, Tarak Dhiab, Hammadi Agrebi – Témime Lahzami (88. Khemais Labidi), Mohammed Ali Akid, Raouf Ben Aziza (70. Slah Karoui) Cheftrainer: Abdelmajid Chetali | José Pilar Reyes – Jesús Martínez – Alfredo Tena, Eduardo Ramos, Guillermo Mendizábal (67. Gerardo Lugo) – Leonardo Cuéllar, Arturo Vázquez Ayala , Antonio de la Torre – Raúl Isiordia, Víctor Rangel, Hugo Sánchez Cheftrainer: José Antonio Roca | Mexiko |
| Tunesien                                                                    | 1:1 Kaabi (55.) 2:1 Ghommidh (79.) 3:1 Dhouieb (87.) | 0:1 Vázquez Ayala (45., Handelfmeter) | Mexiko |
| 1. Gruppenspiel                                                             | | |        |
| Freitag, 2. Juni 1978 um 16:45 Uhr in Rosario (Estadio Gigante de Arroyito) | | |        |
| Zuschauer: 17.396                                                           | | |        |
| Schiedsrichter: John Gordon ( Schottland)                                   | | |        |
| Spielbericht                                                                | | |        |

## Polen – Tunesien 1:0 (1:0)
| Polen                                                                        | Polen | Tunesien | Tunesien |
| ---------------------------------------------------------------------------- | --- | --- | -------- |
| Polen                                                                        | \| 2. Gruppenspiel \| \| Dienstag, 6. Juni 1978 um 16:45 Uhr in Rosario (Estadio Gigante de Arroyito) \| \| Zuschauer: 9.624 \| \| Schiedsrichter: Ángel Franco Martínez ( Spanien) \| \| Spielbericht \|                                                             | \| 2. Gruppenspiel \| \| Dienstag, 6. Juni 1978 um 16:45 Uhr in Rosario (Estadio Gigante de Arroyito) \| \| Zuschauer: 9.624 \| \| Schiedsrichter: Ángel Franco Martínez ( Spanien) \| \| Spielbericht \|         | Tunesien |
| Polen                                                                        | Jan Tomaszewski – Jerzy Gorgoń – Henryk Maculewicz, Władysław Żmuda, Antoni Szymanowski – Adam Nawałka, Kazimierz Deyna , Henryk Kasperczak – Grzegorz Lato, Włodzimierz Lubański (76. Zbigniew Boniek), Andrzej Szarmach (59. Andrzej Iwan) Cheftrainer: Jacek Gmoch | Mokhtar Naili – Amor Jebali – Mokhtar Dhouieb, Mohsen Labidi Jendoubi, Ali Kaabi – Néjib Ghommidh, Khaled Gasmi, Tarak Dhiab, Hammadi Agrebi – Témime Lahzami , Mohammed Ali Akid Cheftrainer: Abdelmajid Chetali | Tunesien |
| Polen                                                                        | 1:0 Lato (43.) | | Tunesien |
| 2. Gruppenspiel                                                              | | |          |
| Dienstag, 6. Juni 1978 um 16:45 Uhr in Rosario (Estadio Gigante de Arroyito) | | |          |
| Zuschauer: 9.624                                                             | | |          |
| Schiedsrichter: Ángel Franco Martínez ( Spanien)                             | | |          |
| Spielbericht                                                                 | | |          |

## BR Deutschland – Mexiko 6:0 (4:0)
| BR Deutschland                                                                     | BR Deutschland | Mexiko | Mexiko |
| ---------------------------------------------------------------------------------- | --- | --- | ------ |
| BR Deutschland                                                                     | \| 2. Gruppenspiel \| \| Dienstag, 6. Juni 1978 um 16:45 Uhr in Córdoba (Estadio Olímpico Chateau Carreras) \| \| Zuschauer: 35.258 \| \| Schiedsrichter: Farouk Bouzo ( Syrien) \| \| Spielbericht \| | \| 2. Gruppenspiel \| \| Dienstag, 6. Juni 1978 um 16:45 Uhr in Córdoba (Estadio Olímpico Chateau Carreras) \| \| Zuschauer: 35.258 \| \| Schiedsrichter: Farouk Bouzo ( Syrien) \| \| Spielbericht \|                                                                     | Mexiko |
| BR Deutschland                                                                     | Sepp Maier – Manfred Kaltz – Berti Vogts , Rolf Rüssmann, Bernard Dietz – Karl-Heinz Rummenigge, Rainer Bonhof, Heinz Flohe, Hansi Müller – Dieter Müller, Klaus Fischer Cheftrainer: Helmut Schön     | José Pilar Reyes (39. Pedro Soto) – Jesús Martínez – Alfredo Tena, Eduardo Ramos, Guillermo Mendizábal – Leonardo Cuéllar, Arturo Vázquez Ayala , Antonio de la Torre – Víctor Rangel, Hugo Sánchez, Enrique López Zarza (46. Gerardo Lugo) Cheftrainer: José Antonio Roca | Mexiko |
| BR Deutschland                                                                     | 1:0 D. Müller (15.) 2:0 H. Müller (30.) 3:0 Rummenigge (38.) 4:0 Flohe (44.) 5:0 Rummenigge (72.) 6:0 Flohe (89.)                                                                                      | | Mexiko |
| BR Deutschland                                                                     | Bonhof | Vázquez Ayala | Mexiko |
| 2. Gruppenspiel                                                                    | | |        |
| Dienstag, 6. Juni 1978 um 16:45 Uhr in Córdoba (Estadio Olímpico Chateau Carreras) | | |        |
| Zuschauer: 35.258                                                                  | | |        |
| Schiedsrichter: Farouk Bouzo ( Syrien)                                             | | |        |
| Spielbericht                                                                       | | |        |

## BR Deutschland – Tunesien 0:0
| BR Deutschland                                                                     | BR Deutschland | Tunesien | Tunesien |
| ---------------------------------------------------------------------------------- | --- | --- | -------- |
| BR Deutschland                                                                     | \| 3. Gruppenspiel \| \| Samstag, 10. Juni 1978 um 16:45 Uhr in Córdoba (Estadio Olímpico Chateau Carreras) \| \| Zuschauer: 30.667 \| \| Schiedsrichter: César Orozco ( Peru) \| \| Spielbericht \| | \| 3. Gruppenspiel \| \| Samstag, 10. Juni 1978 um 16:45 Uhr in Córdoba (Estadio Olímpico Chateau Carreras) \| \| Zuschauer: 30.667 \| \| Schiedsrichter: César Orozco ( Peru) \| \| Spielbericht \|                                    | Tunesien |
| BR Deutschland                                                                     | Sepp Maier – Manfred Kaltz – Berti Vogts , Rolf Rüssmann, Bernard Dietz – Karl-Heinz Rummenigge, Rainer Bonhof, Heinz Flohe, Hansi Müller – Dieter Müller, Klaus Fischer Cheftrainer: Helmut Schön   | Mokhtar Naili – Amor Jebali – Mokhtar Dhouieb, Mohsen Labidi Jendoubi, Ali Kaabi – Néjib Ghommidh, Khaled Gasmi, Tarak Dhiab, Hammadi Agrebi – Témime Lahzami , Mohammed Ali Akid (82. Raouf Ben Aziza) Cheftrainer: Abdelmajid Chetali | Tunesien |
| BR Deutschland                                                                     | H. Müller | Dhiab | Tunesien |
| 3. Gruppenspiel                                                                    | | |          |
| Samstag, 10. Juni 1978 um 16:45 Uhr in Córdoba (Estadio Olímpico Chateau Carreras) | | |          |
| Zuschauer: 30.667                                                                  | | |          |
| Schiedsrichter: César Orozco ( Peru)                                               | | |          |
| Spielbericht                                                                       | | |          |

## Polen – Mexiko 3:1 (1:0)
| Polen                                                                        | Polen | Mexiko | Mexiko |
| ---------------------------------------------------------------------------- | --- | --- | ------ |
| Polen                                                                        | \| 3. Gruppenspiel \| \| Samstag, 10. Juni 1978 um 16:45 Uhr in Rosario (Estadio Gigante de Arroyito) \| \| Zuschauer: 22.651 \| \| Schiedsrichter: Jafar Namdar ( Iran) \| \| Spielbericht \|                                                                         | \| 3. Gruppenspiel \| \| Samstag, 10. Juni 1978 um 16:45 Uhr in Rosario (Estadio Gigante de Arroyito) \| \| Zuschauer: 22.651 \| \| Schiedsrichter: Jafar Namdar ( Iran) \| \| Spielbericht \|                                                          | Mexiko |
| Polen                                                                        | Jan Tomaszewski – Jerzy Gorgoń – Antoni Szymanowski, Władysław Żmuda, Wojciech Rudy (84. Henryk Maculewicz) – Henryk Kasperczak, Kazimierz Deyna , Zbigniew Boniek, Bohdan Masztaler – Grzegorz Lato, Andrzej Iwan (78. Włodzimierz Lubański) Cheftrainer: Jacek Gmoch | Pedro Soto – Rigoberto Cisneros – Ignacio Flores, Carlos Gómez, Arturo Vázquez Ayala – Leonardo Cuéllar, Antonio de la Torre, Javier Cárdenas (46. Guillermo Mendizábal) – Cristóbal Ortega, Víctor Rangel, Hugo Sánchez Cheftrainer: José Antonio Roca | Mexiko |
| Polen                                                                        | 1:0 Boniek (43.) 2:1 Deyna (56.) 3:1 Boniek (84.) | 1:1 Rangel (52.) | Mexiko |
| 3. Gruppenspiel                                                              | | |        |
| Samstag, 10. Juni 1978 um 16:45 Uhr in Rosario (Estadio Gigante de Arroyito) | | |        |
| Zuschauer: 22.651                                                            | | |        |
| Schiedsrichter: Jafar Namdar ( Iran)                                         | | |        |
| Spielbericht                                                                 | | |        |